# Teatro Arriaga

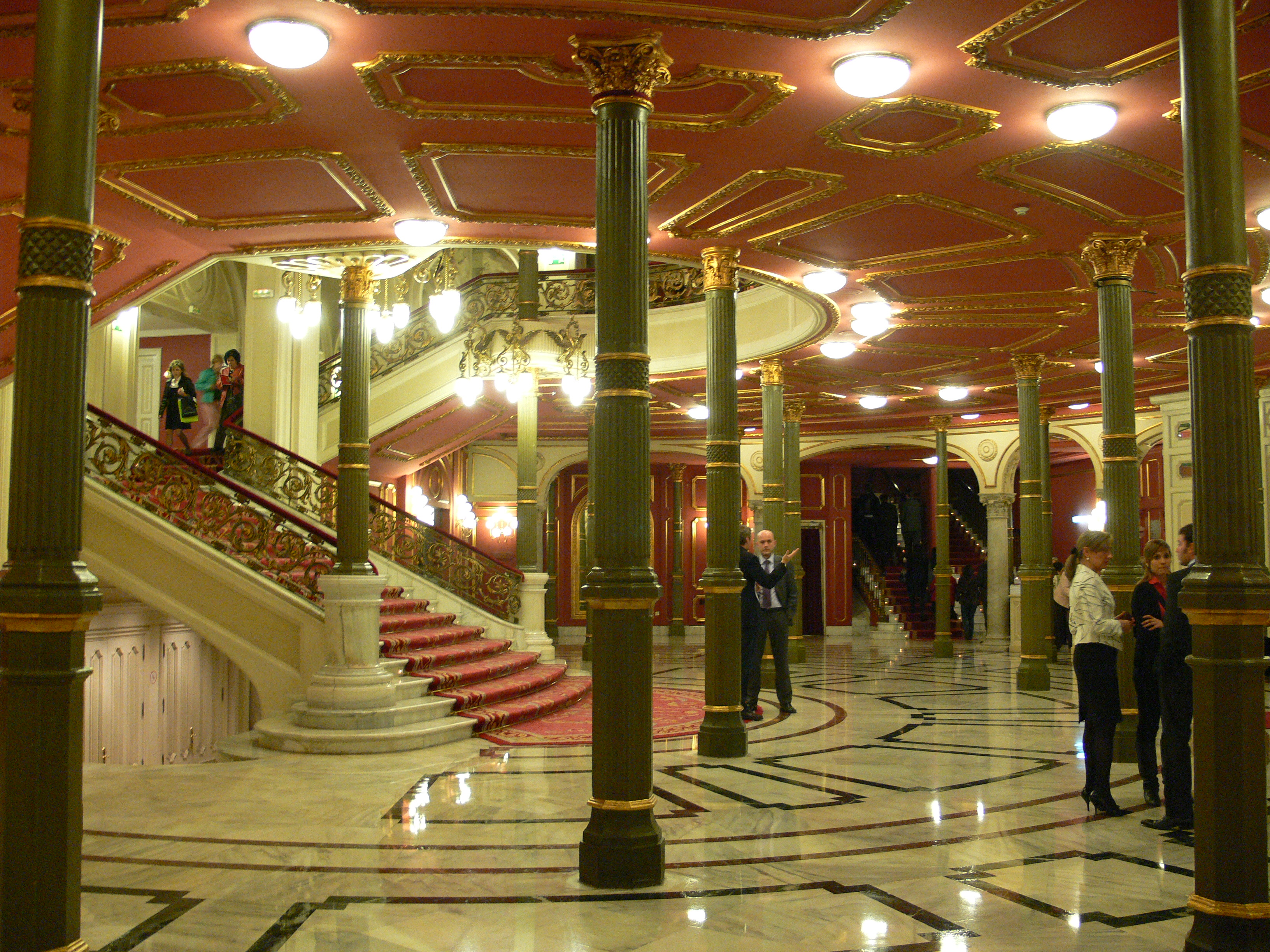
Foyer

O Teatro Arriaga é um teatro de Bilbau, a capital da Biscaia, no País Basco espanhol. É um edifício neobarroco do final do século XIX da autoria do arquiteto Joaquín de Rucoba e dedicado ao compositor bilbaino Juan Crisóstomo de Arriaga, a quem se apelidou de "Mozart espanhol". Foi inaugurado a 31 de maio de 1890.
É uma das principais salas de espetáculos de Bilbau e um dos seus edifícios mais notáveis. Ao longo da suas história sofreu vários acidentes que obrigaram à sua reconstrução, desde um incêndio de 1914 até às inundações de 1983.

## História
Em 1834 foi inaugurado o "Teatro de la Villa" nos terrenos atualmente ocupados pelo Teatro Arriaga. Esse teatro foi cedido a um grupo de empresários que se associou para o explorar comercialmente. Em 1883 decidiu-se substitui-lo por outro edifício mais moderno e maior, pois o velho teatro era pequeno para a dimensão da cidade em crescimento e tinha sido danificado nas Guerras Carlistas durante as quais Bilbau foi sitiada em mais do que uma ocasião.
Em 1886 iniciou-se a demolição do antigo teatro para erigir no seu lugar um novo edifício com 1 500 lugares e espaços comerciais no piso térreo. O projeto foi entregue aos arquitetos Joaquín Rucoba y Octavio de Toledo, que reorienta o edifício e amplia os molhes vizinhos, a fim de superar a oposição de alguns vizinhos, que receavam que o novo teatro dificultasse os trabalhos nos molhes e a ventilação da Rua Bidebarrieta. Depois de quatro anos de obras, o edifício foi inaugurado a 31 de maio de 1890, que foi batizado com o nome da praça onde se encontra, Juan Crisóstomo de Arriaga. Na inauguração foi representada a ópera La Gioconda de Amilcare Ponchielli.
O teatro, cujo custo ascendeu a um milhão de pesetas, estava dotado das mais moderna tecnologia da época, em que se destacava a iluminação elétrica e a possibilidade das atuações musicais poderem ser seguidas através de telefone mediante o pagamento de 15 pesetas por atuação.
A 22 de dezembro de 1914 um fogo destruiu o teatro quando nele atuava a companhia de zarzuela de Salvador Videgain García. A reconstrução foi entregue ao arquiteto  Federico de Ugalde, que ampliou o projeto original e reforçou a segurança. As novas instalações foram estreadas a 5 de junho de 1919 com a representação da ópera Don Carlo de Giuseppe Verdi pela companhia de Ercole Casali. O Arriaga era então considerado um tearo de primeira, que fazia parte do circuito principal das melhores companhias espanholas. A Guerra Civil interrompeu as representações, que foram retomadas quando voltou a normalidade e as salas de Madrid foram reabertas. 
Em 1924 a gestão do teatro tinha passado para as mãos da família Diestro, que o arrendou à Sociedad Anónima Nuevo Teatro de Bilbao. Os Diestro conservam a gestão até 1963, quando a passaram para a empresa de espetáculos Trueba, que a explora até 1978, quando a Sociedad Anónima Nuevo Teatro de Bilbao é dissolvida e a propriedade passa para o ayuntamiento (governo municipal) de Bilbau. A atividade teatral tinha então decaído muito, sendo a projeção de filmes a atividade principal da sala. As péssimas condições em que se encontrava o edifício levam a que o ayuntamiento o encerre ao público.
Em 1980 começaram as obras de restauro. A 23 de agosto de 1983, durante as inundações que assolaram Bilbau devido a chuvas torrenciais, a água alcança o segundo andar do teatro, provocando grandes danos. A restauração prosseguiu, desalojando as lojas do rés do chão, que foram arrasadas pela água, e alterando o interior das instalações, construindo uma escada imperial com dois lanços e reorganizando o vestíbulo principal. O novo teatro é reinaugurado a 5 de dezembro de 1986, sendo a sua gestão entregue a uma sociedade anónima de capital municipal criada a 3 de outubro desse ano.
Atualmente é usado sobretudo para representações teatrais, enquanto que representações  em maior escala, mais complexas tecnicamente ou de ópera usam o Palácio Euskalduna.

## Arquitetura
É um edifício isolado,[a] com a fachada disposta em três níveis de decoração, sendo almofadada ao nível do rés do chão. O corpo principal apresenta colunas de ordem colossal, com vãos retangulares e óculos profusamente decorados, e o corpo superior separado do anterior por cornija corrida. A cobertura principal apresenta duas águas, tanto na parte frontal, que é rematada por um pequeno zimbório, como na metade posterior. As torres laterais são encimadas por cúpulas e ao longo do perímetro lateral dispõe-se um telhado de forte pendente pontuado por mansardas. A parte central da fachada principal é convexa, com uma varanda corrida sobre mísulas profusamente decoradas.